# Basilique de Hissarlik
La basilique de Hissarlik est épiscopale et se situe dans la partie nord-est de la forteresse de Hissarlik. Il est situé sur une terrasse orientée au nord surplombant Kyoustendil et les champs environnants.
L'étude des fondations de la basilique en 1906 marque le début de l'archéologie bulgare. La basilique a été revue et restaurée en 2014.
La basilique est paléochrétienne et a été construite immédiatement après l'édit de Milan. Aux IVe – VIe siècles, la basilique était le centre spirituel de Pautalia avec son diocèse adjacent. Il est probable que la basilique ait été rénovée et reconstruite au Moyen Âge et était en ruine à partir de 1428 au plus tard.